# Tipi di tabacco
Questa voce descrive i principali cultivar e varietà di tabacco nel mondo.

## Tipologia

### Aromatico
Prima della guerra civile americana, gran parte del tabacco coltivato negli Stati Uniti veniva lavorato a fuoco. Il tabacco, piantato nelle fertili pianure statunitensi, veniva poi essiccato a fuoco o all'aria. Questa varietà, a foglia robusta e scura, viene spesso associata ad altri tabacchi per essere fumata nelle pipe. Negli Stati Uniti viene ancora oggi coltivata nel nord e nel centro del Tennessee, nel Kentucky occidentale ed in Virginia. Il tabacco del Kentucky e del Tennessee è solitamente tabacco da masticazione o da aspirazione, mentre il restante viene prodotto per sigarette o come mistura con altri tabacchi. Ha un gusto ricco, leggermente floreale, e può essere condito con altri aromi naturali.

### Latakia o Tabacco di Laodicea
Il tabacco Latakia o di Laodicea è prodotto tra le varietà orientali di N. tabacum prodotta a Cipro ed in Siria. Il Latakia ha un gusto ed un aroma tipico, associato a pipe di stile balcanico o inglese.

### Virginia

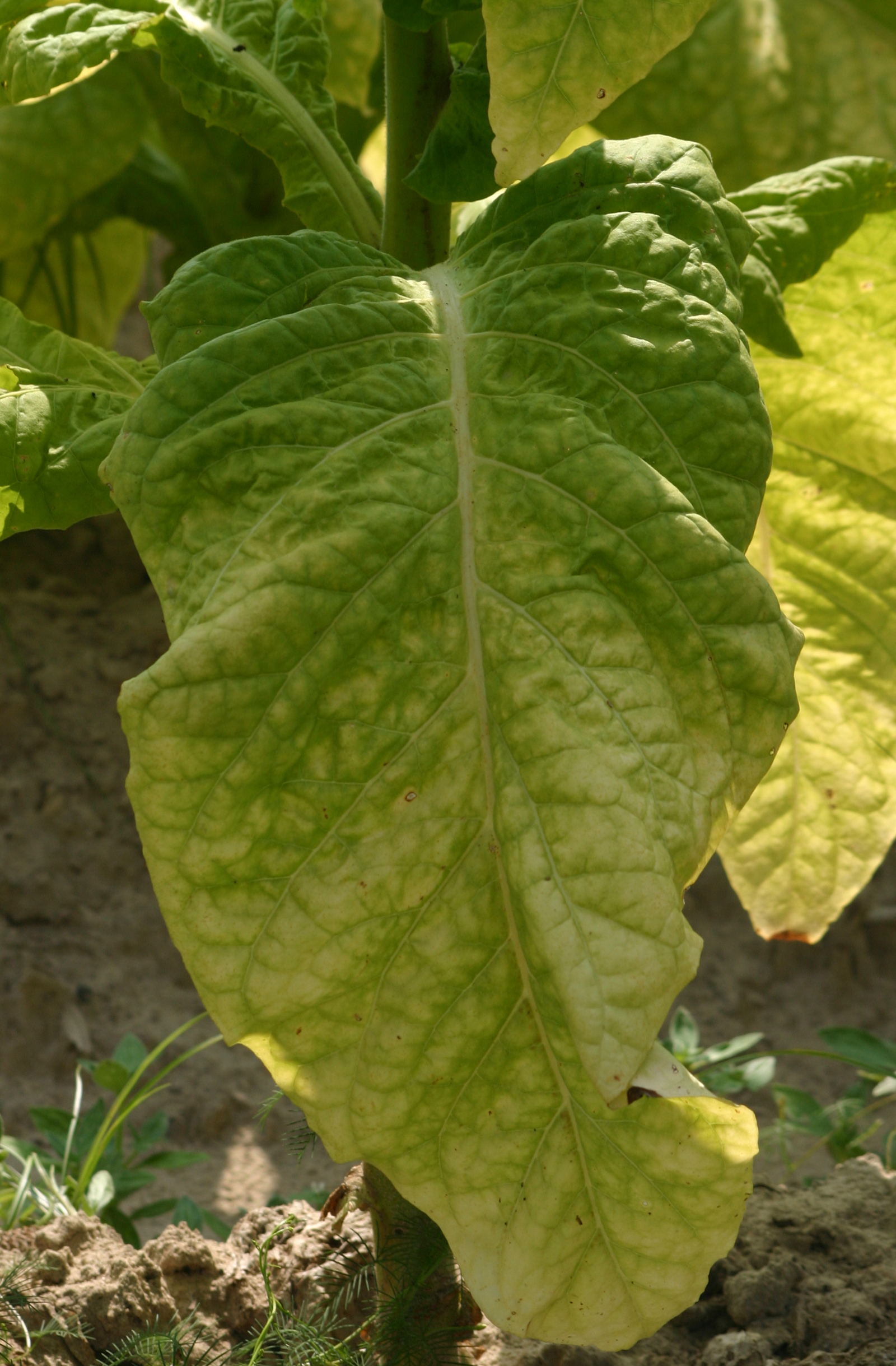
Foglia di tabacco di tipo Virginia, contraddistinto da una foglia larga e più chiara rispetto a quelle ordinarie del tabacco

Il tabacco Virginia ha la caratteristica di avere foglie più grandi e chiare rispetto ad altri tipi di tabacco. Il gusto al palato è particolarmente intenso.

### Burley
Il tabacco Burley è utilizzato prevalentemente per la produzione di sigarette negli Stati Uniti ed è contraddistinto dalla presenza di poco zucchero.

### Cavendish
Il tabacco Cavendish è più propriamente un processo di trasformazione del tabacco più che un vero e proprio tipo di tabacco. Questo processo conferisce un particolare gusto al tabacco. Il metodo Cavendish può essere applicato ad un qualsiasi tipo di tabacco ma, solitamente, esso è associato al Burley ed è utilizzato per la produzione di tabacco da pipa e da sigari.
Dopo il processo, il tabacco modificato col metodo Cavendish viene rinominato "Cavendish". È un tabacco considerato dolce dopo un'adeguata fermentazione. Può essere insaporito con altri aromi come ad esempio la ciliegia (il più usato).

### Corojo
Il Corojo è un tipo di tabacco utilizzato prevalentemente per la produzione di sigari, che cresce in particolare nella regione di Vuelta Abajo, a Cuba.
Le prime piantagioni di Corojo vennero prodotte da Diego Rodriguez presso la sua fattoria di Santa Ines del Corojo, da cui appunto il tabacco prende il nome.

### Criollo
Il Criollo è un tipo di tabacco utilizzato prevalentemente per la produzione di sigari. Esso è considerato uno dei tabacchi originari di Cuba dove era già prodotto all'epoca di Cristoforo Colombo. Il termine significa seme nativo, e pertanto i termini come Dominican Criollo o altri derivati non hanno nulla a che vedere col Criollo originario di Cuba, essendo solo degli ibridi da esso derivati.

### Dokha
Il Dokha è un tipo di tabacco coltivato negli Emirati Arabi Uniti, in Iran e in altri stati del Golfo. Tradizionalmente il dokha viene utilizzato al 100%, senza additivi. Il Dokha è noto per il suo alto contenuto di nicotina e viene poco lavorato. Le foglie verdi vengono seccate e triturate in piccoli pezzi che vengono poi fumati in un'apposita pipa chiamata medwakh.

### Ecuadorian Sumatra
Mr. Jose Aray Marin, fondatore della fabbrica Don Cervantes, fu il primo a sviluppare il tabacco Ecuadoran Sumatra nel 1967. Attualmente esso è considerato uno dei migliori tabacchi con foglie arrotolabili.

### Habano
Il tabacco Habano o Havana è un tipo di tabacco coltivato a Cuba, dal momento che il suo nome stesso rimanda alla capitale cubana. Il tabacco Habano viene solitamente arrotolato per la produzione di sigari ed è di colore scuro, con un aroma ricco e speziato, coltivato nella valle del Jalapa nel Nicaragua sin dagli anni '90 del Novecento.

### Habano 2000
L'Habano 2000 è un tipo di tabacco a metà tra l'Habano ed il Corojo, ma viene perlopiù destinato alla produzione di sigarette.

### Maduro
Il Maduro è un processo di dolcificazione delle foglie di tabacco (applicabile a diversi tipi di tabacco) che si ottiene dalla fermentazione del tabacco in piloni ad alte temperature e con più umidità rispetto agli altri tabacchi. Il risultato finale, come nel caso del Cavendish, si riferisce ad un nuovo vero e proprio tabacco chiamato appunto Maduro.

### Tabacco selvatico
Il tabacco selvatico è nativo della parte sudoccidentale degli Stati Uniti, del Messico e di parte del Sudamerica. Il suo nome botanico è Nicotiana rustica. In Australia la Nicotiana benthamiana e la Nicotiana gossei sono altri tipi di tabacco indigeni che vengono ancora usati in alcune aree. La Nicotiana rustica è il più forte tra i tabacchi selvatici conosciuti. È solitamente utilizzato come polvere di tabacco o come pesticida.

### Turco (orientale)
Si ritiene che questa famiglia di varietà derivi dalle primissime importazioni di semi di Nicotiana Tabacum dall'America nell'Impero Turco ad opera di spagnoli ed mercanti inglesi di una varietà che meglio si adattò a terreni meno fertili di quelli americani. Sono rappresentati da varietà coltivate nella fascia che va dal Meridione d'Italia ai Balcani, fino all'Ucraina e alla Russia meridionale. Sono tra i tabacchi meno conosciuti anche se presenti in ogni blend internazionale. Prendono spesso il nome dalla località o dalla geomorfologia del territorio in cui sono coltivate. Una delle coltivazioni più pregiate del tipo Basma, come la Xanthi Yaka, ad esempio,  prende il nome della citta greca Xanthi e dal termine collina (Yaka). Anche il tipo Izmir prende il nome della città turca sulla costa dell'Egeo. Un terzo tipo delle varietà orientali, o levantine, è il Samsun. In questi tipi la foglia presenta sempre una lamina superiore che conferisce al tabacco il caratteristico aroma. Sono varietà che richiedono particolare cura e le qualità aromatiche migliori si ottengono da piante poco sviluppate o fertilizzate e dalle foglie in alto più piccole. Come regola generale la migliore qualità da ogni varietà orientale si ottiene stressando la pianta contenendone la crescita.  Questo può spiegare le produzioni estremamente basse che caratterizzano i tabacchi orientali, in media circa 1125 kg/ha a fronte dei 2475 kg dei flue-cured e dei 3150 kg del Burley. Oltre alla natura scarsa dei terreni viene adottato, sempre per aumentarne la qualità commerciale, un sesto d'impianto molto stretto e si evita la cimatura apicale per contenere la crescita delle foglie. 
Il termine turco "basma" dato a molte varietà orientali può essere tradotto come "pressato", e questo in quanto dopo la prima essiccazione le foglie vengono pressate in cassoni o ballette fasciate di tela e ulteriormente ammassate per attivare una sorta di fermentazione naturale. 
In comune queste varieà richiedono un cliclo colturale piuttosto lungo e in quanto l'essiccazione avviene all'aperto al sole se ne spiega la diffusione in Turchia, Grecia, Bulgaria, Libano e Macedonia. Oggi si tende a usare il termine orientale in quanto la fascia di coltivazione è molto più estesa dell'attuale territorio nazionale turco. La raccolta, che può durare anche due mesi, avviene generalmente a scalare partendo dalle prime foglie più grandi in basso fino a quelle apicali, quasi minuscole, di maggior pregio. Richiede una prolungata ed accurata essiccazione al sole che specie nella prima fase deve impedire il marciume della foglia ancora verde per via della protezione della lamina superiore. La prolungata esposizione in genere scurisce maggiormente la foglia rispetto ad altri sistemi di essiccamento.  A differenza della raccolta meccanizzata e veloce essiccazione dell'intera pianta che avviene per le altre varietà, i tabacchi orientali richiedono una maggiore manodopera in quanto la raccolta avviene per foglia e la stessa va predisposta in particolari infilaggi per agevolarne l'essiccazione. Anch'essi richiedono un periodo di fermentazione prima dell'uso che si ottiene ammassando per almeno un anno grosse quantità di foglia essiccata imballata che tende a sviluppare spontaneamente al suo interno un certo calore. 
In Italia, nella penisola salentina, furono introdotte nel dopoguerra in modo massiccio, tre varietà levantine tra cui la Erzegovina, la Perustiza e la Xanthi Yaka il cui prodotto godeva di una integrazione al prezzo di vendita se venduto fuori dal Mercato Comune Europeo, in genere verso i paesi dellEst europeo. Per l'aroma fu selezionato anche come componente di famosi profumi per uomo. 
Gli americani scoprirono le varietà orientali solo nel 1700 e agli inizi del 1900 cominciarono a produrre con questi tabacchi il famoso "American Blend"  miscelando Virginia e Burley con piccole quantità di aromatiche orientali. A partire dalla II Guerra Mondiale le varietà orientali sono presenti in quasi tutti i blend internazionali. Attualmente è utilizzato per produrre sigarette in purezza, per miscele da pipa e per numeroisi blend.
Tipi principali
La varietà Izmir è di gran lunga quella più coltivata e più usata tra i tabacchi orientali. Prodotto solamente in Turchia, in un raggio di approssimativamente 125 miglia (200 km) dal porto sull'Egeo di Izmir (da qui il nome), questo tipo di tabacco incide per quasi la metà sulla attuale produzione tabacco Orientale classico.Negli ultimi anni, la produzione di Izmir annuale è stata, in media, di circa 330 milioni di libbre (150.000 tonnellate metriche); con oscillazioni di produzione da 440 mil lb (200.000 mt) a meno che 250 mil lb (110000 mt). Questa elasticità considerevole di approvvigionamento è in funzione della richiesta e della politica di fissazione del prezzo e delle quote di produzione. Izmir è una varietà estremamente aromatica, caratterizzata da foglie molto piccole e corpose con un'alta concentrazione di oli essenziali. A causa della loro alta densità, le foglie, particolarmente quelle dei palchi superiori, hanno un basso potere di riempimento e un basso tasso di combustibilità. Chimicamente è il più acido degli Orientali; ha un tasso di zuccheri molto alto, 15-20% (più o meno come quello di tabacchi flue-cured), mentre i valori della nicotina sono tra i più bassi, mediamente meno dell'1%. La natura estremamente acida di Izmir è importante nelle miscele per sigarette, in quanto contribuisce ad addolcire il fumo, neutralizzando le caratteristiche di base del burley. Anche la sua scarsa combustibilità aiuta a migliorare il numero delle boccate, neutralizzando la maggiore combustibilità dei tipi Burley e Maryland. Izmir ha una qualità del fumo spiccatamente aromatica con un gusto dolce ed acido ed aspro in bocca. Quanto detto, unito alla costanza ed abbondanza della produzione, ha fatto di Izmir la base fondamentale della componente di Orientali nelle odierne miscele per sigarette.
I tipi Basma Macedoni - Un'ampia varietà del tipo orientale Basma è prodotto, attualmente, nella Grecia settentrionale, nella Bulgaria meridionale e nella parte più meridionale della Repubblica di Macedonia. Chiaramente in queste regioni le condizioni topografiche e climatiche differiscono notevolmente, passando dalle aree costiere dell'Egeo, nella Grecia settentrionale, alle aree montuose della Bulgaria centrale e meridionale; e, di conseguenza, differiscono anche le condizioni di coltivazione nelle specifiche aree di ciascuna regione, per cui, dal tipo generale di Basma, si sono sviluppate varietà differenti, nelle diverse regioni di coltivazione. Il Basma greco, generalmente ritenuto il più eccellente dei tipi Basma, è una varietà sottile, delicata, con foglie piccole ed un aroma delicato e piacevole. Il Basma classico, prodotto originariamente nella Macedonia orientale e nella Tracia, di qualità inferiore a quello greco, ora è prodotto anche, ma in piccole quantità, nella Macedonia centrale ed occidentale. La produzione di Basma, in Grecia, è diminuita costantemente negli ultimi decenni, principalmente a causa del grande impiego di mano d'opera necessario per la coltivazione, raccolta e cura di questo tipo di tabacco. Comunque, negli ultimi anni la produzione si è stabilizzata ad un livello di produzione annuale medio, di circa 55 mil lb (25 000 mt). Il Basma greco è, generalmente, considerato uno dei tabacchi da fumo più gradevoli. È di qualità eccellente, di gusto ricco, dolce e aromatico con uno spiccato aroma di cedro. Il Basma ha una alta concentrazione di nicotina, dal 2 al 3%, e ha un contenuto di zuccheri che oscilla, in media, dal 10 al 12%. Con l'aumento del premio per i tabacchi da miscela, è aumentata sensibilmente la richiesta di Basma greco e ciò, combinato con gli alti costi di produzione, fa spuntare a questo tipo di tabacco il prezzo più alto tra le varietà Orientali.
Un parente lontano del Basma è prodotto nelle zone della macedonia nord occidentale e nella grecia settentrionale. È il Kabakulak, che in turco vuol dire "orecchio spesso". Si tratta di una varietà neutra che una volta era largamente popolare nelle miscele europee, ma oggi, ha perso importanza nelle miscele americane. Il Kabakulak è coltivato su terreni ricchi e pianeggianti, spesso con irrigazione, e, mentre le produzioni sono significativamente più alte di quelle delle varietà più classiche, la qualità e il valore non sono comparabili. Il Kabakulak è un tabacco corposo, spesso con pochi oli essenziali e aroma. Questo tipo di tabacco ha gusto neutro al fumo e conserva poche delle caratteristiche tipiche dei tabacchi orientali. Viene usato generalmente come tabacco da riempimento. Attualmente la produzione dei diversi tipi è di circa 35 mil lb (15000 mt). In Bulgaria, il Basma è coltivato solo nelle zone al confine con la Grecia. Le varietà più richieste sono coltivate a Djebel, Krumovgrad, Nevrokop e Melnik, ma sono coltivate piccole quantità di molte altre varietà anche a Dupnitza e nei balcani orientali. La Bulgaria, una volta, era il maggior fornitore di foglie e sigarette, dell'Unione sovietica e degli altri paesi del Blocco Orientale, e la produzione bulgara di Orientali e semi-Orientali era salita a più di 150 mil lb (75 000 mt). Negli ultimi anni, con la conversione al sistema di libero mercato, la produzione bulgara è precipitata drammaticamente, a solo 45 mil lb (20 000mt). Oggi, con investimenti esterni, la produzione delle varietà classiche sta aumentando di nuovo. Le varietà bulgare più classiche Djebel, Krumovgrad e Nevrokop hanno le caratteristiche di un vero tipo Basma. Tuttavia, alcuni tipi, con foglie più numerose e più spesse e delicate, sono molto considerati per il loro gusto ricco, pieno, aromatico e per le buone caratteristiche di combustibilità. In questi tipi il valore della nicotina è abbastanza basso, circa 1 a 1.5% e il contenuto in zuccheri è relativamente alto (circa 20%). Le altre varietà bulgare di tabacco orientale, a causa, soprattutto, del clima più favorevole e dei terreni più fertili delle aree di coltivazioni, tendono ad avere maggior numero di foglie, le quali risultano meno ricche di oli essenziali e con una nervatura centrale più prominente. Alcuni di questi tipi minori, coltivati in piccole aree pianeggianti, particolarmente nel nord della Bulgaria, sono di tipo semi Orientale e tendono ad avere caratteristiche del fumo neutre o aspre. Solo nelle zone di coltivazione della Bulgaria occidentale, oggi ufficialmente note come FYROM sono prodotti tre tipi di Basma: Prilep, Yaka e Djebel. Col crollo dei mercati del blocco orientale, anche qui, negli ultimi anni, la produzione è precipitata drammaticamente da più di 65 mil lb (30000 mt) a circa 4,5 mil lb (20000 mt) nel 1997. Ciascuna di queste varietà ha proprietà fisico-chimiche e di fumo differenti. Prilep è più estsamente coltivata ed anche la più conosciuta. Coltivata nella zona attorno alla città centrale di Prilep, la varietà Prilep incide per quasi la metà della produzione totale di orientali del paese. Questa varietà ha foglie, generalmente, piccole, più simili al tipo Basma; il fumo è caratterizzato da un aroma unico, pungente e da un profondo aroma di cedro che è altamente ricercato nelle miscele nazionali. Lo Yaka e il Djebel sono coltivati nelle aree montuose sud orientali, ai confini della Bulgaria e della Grecia. Simili alle varietà bulgare classiche, esse, generalmente, hanno foglie più numerose e più corpose ma meno aromatiche e più dolci al fumo di quelle della varietà Prilep. I valori della nicotina e degli zuccheri sono simili a quelli delle altre varietà bulgare.
i Tipi Samsun (Bashi Bagli) - "Bashi Bagli" è un termine turco che significa "attaccato alla testa." Questo termine indica una varietà della famiglia degli orientali, con foglie a forma di cuore e un picciolo nudo, mediante il quale sono attaccate allo stelo. Alcune di queste varietà, incluse le varietà turche Samsun e Bafra, erano coltivate nella Turchia nord-orientale, lungo il Mare Nero e, da qui, si diffusero in parte della Russia meridionale e della Grecia, dove continuano ad essere indicate con questo carattere descrittivo. Oggi le rimanenti varietà di questo tipo sono chiamate Samsun a causa della loro origine, ma la foglia a cuore e il picciolo nudo è l'unica somiglianza che rimane con le varietà originarie. La varietà Samsun, come suggerisce il nome, ebbe origine nella regione intorno alla città di Samsun sul Mar Nero, nella Turchia nord-orientale. In questa zona, dove la costa sorge a picco sul mare, il tabacco è coltivato su terrazze che si formano sulle pendici dei monti. Il Samsun turco coltivato in questa area, e il Bafra, una varietà molto simile, coltivata solo ad ovest, intorno alla città di Bafra, costituiscono il tabacco da fumo più eccellente nel mondo. Col tempo, la distinzione tra le foglie di Samsun e quelle di Bafra, è quasi del tutto scomparsa ed, oggi ,sono ritenuti per lo più la stessa cosa e vengono comprati confezionati come una miscela di Samsun. La produzione totale di questi due tipi di tabacco oggi è in media di circa 45 mil lb (20 000 mt). A causa dei livelli più alti dell'umidità e delle temperature piuttosto basse in questa area, i tabacchi curano più lentamente che nelle regioni calde ed asciutte dell'Egeo. Il risultato è che essi assumono caratteristiche più simili ai tabacchi curati ad aria, divenendo più scuri, e più rossastri, rispetto agli Orientali. Il Samsun è talvolta considerato il burley dell'Oriente, sia per il suo colore che per le caratteristiche resinose del fumo. La foglia tende ad essere di taglia media, a grana aperta, sottile e delicata e. di conseguenza, ha un elevato potere di riempimento ed una buona combustibilità. Nonostante il paragone con il burley, il Samsun mantiene i valori di nicotina (1.5) e di zuccheri (10%) tipici dei tabacchi orientali. 
Il Katerini greco è un importante parente del Samsun. Generalmente, si ritiene che abbia avuto origine da semi di Bafra turco, e che, poi, si sia evoluto, fino a diventare una varietà con sue proprie caratteristiche; della varietà di origine sono rimaste solo alcune somiglianze nella forma della foglia. Il Katerini è coltivato, tradizionalmente, in un'area abbastanza ristretta intorno alla città di Katerini, poco a sud di Tessalonica. Le aree di coltivazione classiche sono zone montuose e collinari, le foglie sono piccole, rugose e ricche di resine. Le foglie, come quelle del Bafra, da cui questa varietà ha avuto origine, sono a forma di cuore e hanno il caratteristico picciolo nudo. Diversamente dal Samsun, il Katerini ha un delicato, colore albicocca giallo - arancio e ha un profumo piacevolmente dolce. Nelle zone pianeggianti viene coltivata una varietà più povera del Katerini, con più foglie, il colore è più brillante e chiaro e il fumo è più aspro. Il contenuto di nicotina del Katerini è 1.5 a 2% in media e quello degli zuccheri è di circa il 15%. La produzione totale nel 1997 è stata in media di circa 45 mil lb (20 000 mt). 
Un terzo tipo di Samsun è il Suchumi, originariamente sviluppatosi nella Repubblica Georgiana dell'ex Unione Sovietica, intorno alla città di Suchum sul mar Nero. Mentre la varietà originale ora è estinta, la produzione di Suchumi si è diffusa nella Macedonia orientale, lungo il confine bulgaro, intorno al villaggio di Porroia, dove, la coltivazione, ha dato luogo ad un prodotto di buona qualità che ha conservato il carattere eccellente e delicato del Suchumi russo originale; la versione greca, invece, non ha mai riprodotto a pieno le eccellenti caratteristiche della varietà originaria. Il prodotto è caratterizzato da una foglia di media grandezza con una buona tessitura ed un aroma forte e profondo. Le caratteristiche del fumo assomigliano a quelle del Samsun turco, anche se è più aspro e forte e tende ad essere piuttosto amaro. In seguito il Suchumi è stato coltivato con successo nella Grecia meridionale, nella regione di Agrinion in Tessaglia. In quest'area di produzione, il clima più mite e i terreni più fertili, diedero luogo a piante più sviluppate con foglie spesse, con la nervatura mediana ed il picciolo piuttosto evidente. La produzione di Suchumi nel 1997 è stata di circa 5000 mt.
Le varietà ed i tipi di tabacco orientale e semi-orientale descritti sopra, rappresentano quelli attualmente più richiesti dal mercato. Esistono, tuttavia, molte altre aree di coltivazione e molti altri tipi che per un verso o per un altro, hanno una certa importanza nel mercato mondiale del tabacco

### Perique
Il Perique è certamente il tipo di tabacco più forte al mondo ed è coltivata prevalentemente a Saint James Parish, in Louisiana. Quando gli Acadiani raggiunsero questa regione nel 1755, le tribù dei Choctaw e dei Chickasaw già coltivavano questa varietà di tabacco. Un coltivatore di nome Pierre Chenet pare sia stato il primo a convertire la propria piantagione di tabacco in piantagione di Perique nel 1824.
Considerato "il tartufo del tabacco da pipa", il Perique è utilizzato come componente fondamentale di molti tabacchi da pipa ricercati, ma è troppo forte per poter essere fumato puro. Un tempo, il Perique fresco veniva anche masticato.

### "Shade tobacco"

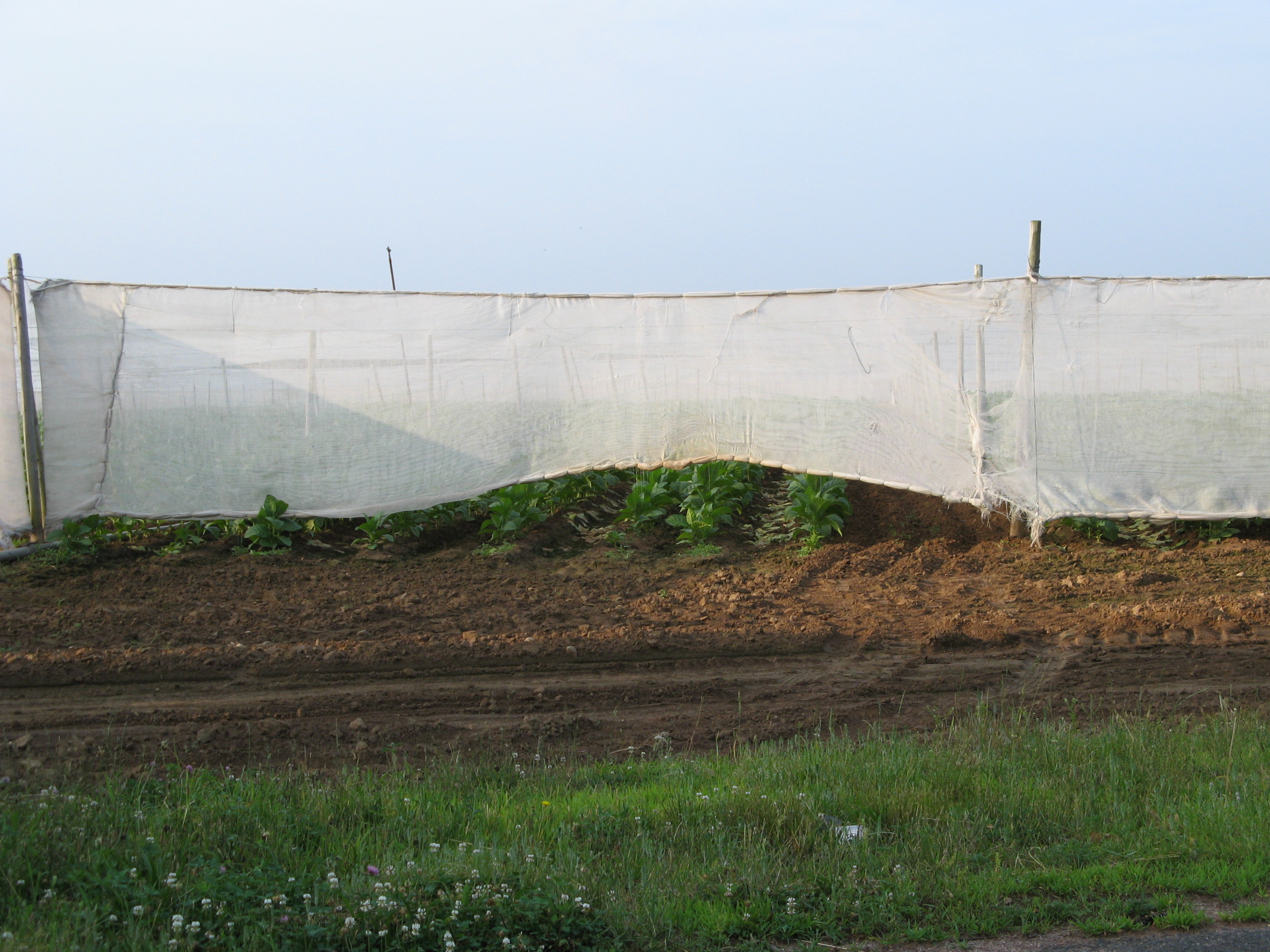
Campo di "Shade tobacco" a East Windsor, nel Connecticut

Già prima dell'arrivo degli europei in America, i nativi americani di Connecticut e Massachusetts coltivavano tabacco lungo le rive del fiume Connecticut. Attualmente la valle del fiume a nord di Hartford è per l'appunto nota col nome di "Tobacco Valley", i cui campi coltivati sono visibili sulla strada che porta al Bradley International Airport, il principale aeroporto del Connecticut.
Il Connecticut shade tobacco viene coltivato sotto delle particolari tende che proteggono le piante dalla luce diretta del sole, imitando così le condizioni di crescita del tabacco piantato nelle aree delle foreste tropicali dove le foglie delle piante mitigano la luce solare proveniente dall'alto. Il risultato sono foglie di colore molto più chiaro del normale con una struttura molto più delicata. Queste foglie vengono arrotolate per produrre prevalentemente sigari. Non è chiaro chi abbia introdotto tale metodo di coltivazione, ma sicuramente la ditta newyorkese Schroeder & Bon col suo fondatore Frederick A. Schroeder diedero notevole impulso a queste innovazioni.

### Thuoc lao
Il Thuoc lao è un tipo di tabacco particolarmente ricco di nicotina (anche se meno forte del mapacho) che viene coltivato esclusivamente nel Vietnam e che viene solitamente fumato dai coltivatori di riso vietnamiti.
Solitamente viene fumato dopo il pasto o comunque a stomaco pieno per agevolare la digestione, o assieme al te verde locale o alla birra prodotta a livello locale (la "bia hoi").

### Type 22
Il Type 22 è un tipo di tabacco classificato negli Stati Uniti riconosciuto dal dipartimento nazionale dell'agricoltura in data 7 novembre 1986. Esso viene prodotto essenzialmente nella riva orientale del fiume Tennessee, nel Kentucky meridionale e nel Tennessee settentrionale (in particolare nelle contee di Robertson e Montgomery). Viene prodotto prevalentemente come tabacco da masticazione.

### White Burley

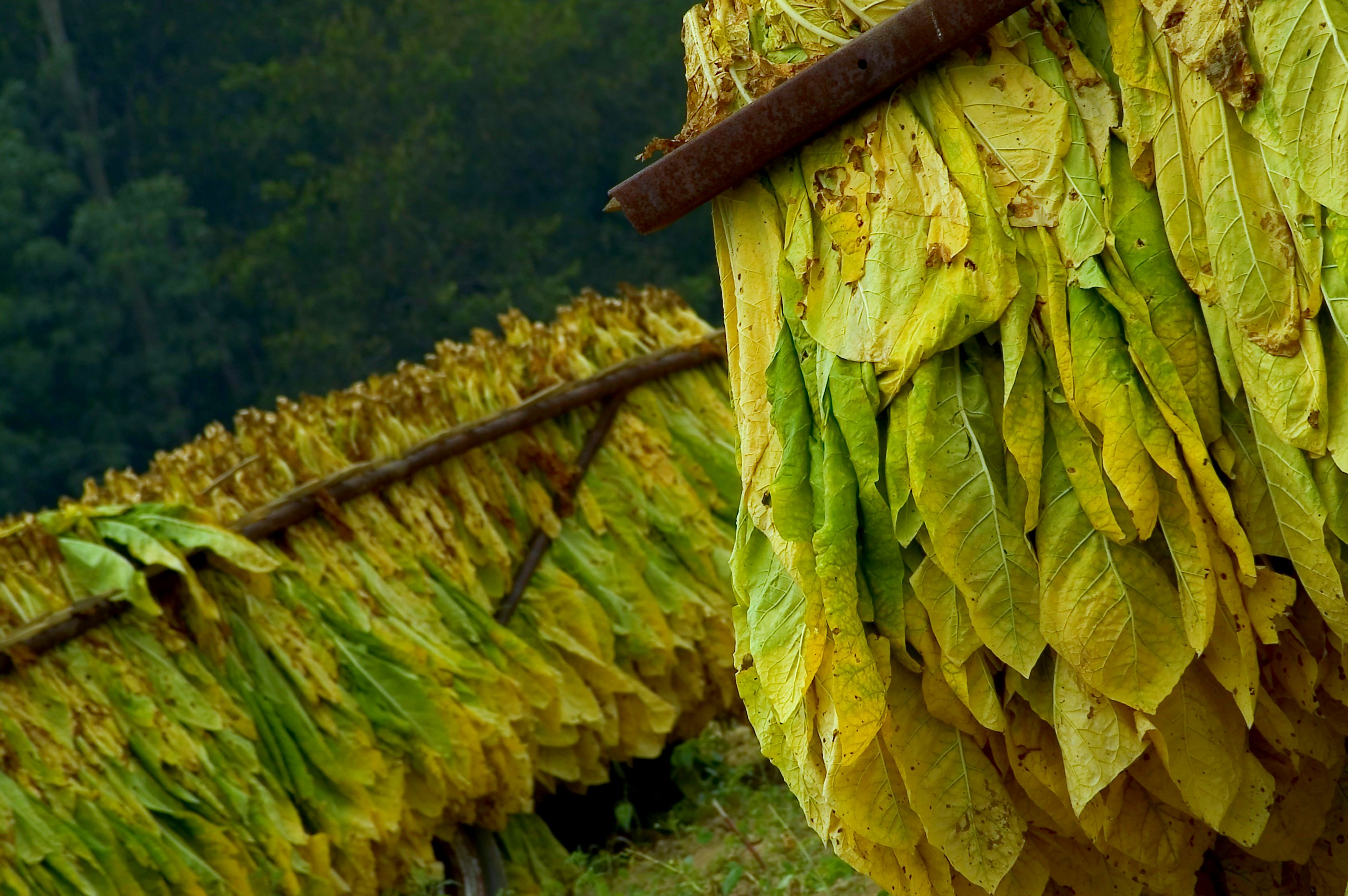
Tabacco "White Burley" coltivato a Cincinnati, in Ohio.

Il White Burley è un tabacco simile al Burley ma è coltivato prevalentemente come tabacco da masticazione, da pipa e da sigarette di stile americano.
Nel 1865, George Webb della Contea di Brown, nell'Ohio piantò dei semi di Burley che aveva acquistato e notò da subito che l'aspetto delle foglie della pianta erano molto più chiare del normale. Trapiantò altrove le piante ma queste mantennero il loro colore chiaro. Ben presto queste piante divennero una vera e propria particolarità e trovarono subito una loro esclusiva diffusione al mercato di Cincinnati. L'anno successivo piantò 40.000 m² di semi derivati da queste piante. Il gusto mite del prodotto finale l'aveva fatto apprezzare particolarmente, unitamente alla capacità di assorbire poco l'umidità a differenza di altri tipi di tabacco. Il White Burley, come venne chiamato in seguito, divenne uno dei componenti principali del tabacco da masticazione americano, come pure del tabacco da pipa e per la produzione di sigarette americane.

### Y1
L'Y1 è un tipo di tabacco che venne incrociato per la prima volta dalla ditta Brown & Williamson per ottenere un tabacco con un contenuto molto alto di nicotina, per quanto negli anni '90 del Novecento esso fu al centro di problematiche relative al fatto che le industrie del tabacco stavano intenzionalmente manipolando il contenuto di nicotina nelle sigarette.
Y1 venne sviluppato dalle normali piante di tabacco dal ricercatore James Chaplin, in collaborazione col dottor Jeffrey Wigand per la Brown & Williamson (all'epoca un'azienda sussidiaria della British American Tobacco) alla fine degli anni '70 del Novecento. Chaplin, direttore dell'USDA Research Laboratory ad Oxford, in Carolina del Nord, lo descrisse come un tabacco ad alto contenuto di nicotina nella pubblicazione World Tobacco del 1977, di aroma simile a quello della Nicotiana rustica, ma particolarmente resistente agli agenti atmosferici ed ai forti venti.